# 곡강초등학교
곡강초등학교는 대한민국 경상북도 포항시 북구 흥해읍 용천리에 있는 초등학교다.

## 학교 연혁
- 1935년 5월 29일 곡강공립보통학교 개교
- 1938년 4월 1일 곡강공립심상소학교로 개칭
- 1941년 4월 1일 곡강공립국민학교로 개칭
- 1981년 3월 10일 병설유치원 개원
- 1996년 3월 1일 곡강초등학교로 개명
- 1996년 3월 1일 칠포국민학교 통폐합
- 2020년 2월 14일 제82회 졸업(5명, 총 6184명 졸업)
- 2020년 3월 1일 초등 6학급(도움반 1), 유치원 1학급 편성
- 2020년 9월 1일 제40대 백운호 교장 부임

## 학교 상징
- 우리 학교 꽃 - 장미 : 추위와 눈·비·바람을 이겨내어 아름답고 향기로운 꽃 한 송이를 피워낸 장미처럼 우리 곡강 어린이들도 어렵고 힘든 것을 참고 이겨내어 응축된 잠재력을 발휘할 수 있음을 상징함.
- 우리 학교 나무 - 향나무 : 사철 푸르고 꿋꿋하게 자라는 향나무의 기상을 닮아 곡강 어린이들도 맑고 밝은 마음을 키워서 자신의 앞날을 꿋꿋하게 개척해 나감을 상징함.

## 참고 자료
- 곡강초등학교 - 한국교육학술정보원 학교알리미